# Клан Уоллес
Уо́ллес (гэльск. Uallas) — один из кланов равнинной части Шотландии.

## Происхождение
Принято считать, что клан Уоллес имеет нормандское происхождение. Король Шотландии Давид I благоволил «нормандским норманнам» и пожаловал им некоторые владения на юге страны. Среди них был Уолтер Фиц-Алан, которого шотландский король назначил в 1150-е годы Лордом-стюардом. Одним из последователей Уолтера был Ричард де Валенсис из Освестри, который также прибыл в Шотландию, чтобы попытаться улучшить своё состояние. Город Освестри расположен на границе с Уэльсом, что дало повод считать имя Уоллес (Le Waleis), образованным от слова «валлиец». В этом случае, предки Ричарда происходили не из Нормандии, а из Уэльса.
Лорд Фиц-Алан получил от короля земли в Айршире. И здесь его последователь Ричард Уоллес также получил владения — недвижимость в Кайле, где им был основан замок Риккартон.
Ричарду наследовали его сыновья: Филипп в Риккартоне и Ричард в Элдерсли; позже Ричард приобрёл владения брата. Старший сын Ричарда Элдерсли, Адам, получил Элдерсли и Риккартон, в то время как его брат Алан стал основателем ветви клана Ошенбати. Малькольм Уоллес из Элдерсли, сын Адама, имел трёх сыновей: Малькольма, Уильяма (национального героя Шотландии) и Йена. Другой сын Адама, Ричард, получил замок Риккартон и стал основателем ветви клана Риккартон.

## История

### XIII—XIV века
В 1296 году Малькольм Уоллес был упомянут в Рагманских свитках в связи с тем, что он присягнул на верность английскому королю Эдуарду I. Но позже он выступил против короля, в результате чего Малькольм и его сын Эндрю были казнены. По некоторым данным Малькольм Уоллес был отцом шотландского патриота Уильяма Уоллеса. Но по сведениям, открытым в 1999 году, установлено, что отцом Уильяма Уоллеса был Алан Уоллес из Эйршира, который также упомянут в Рагманских свитках.

### XIX—XXI века
Члены клана Уоллес консультировали Мэла Гибсона в его работе над фильмом «Храброе сердце» (1995), посвящённом героической эпопее Уильяма Уоллеса.

## Вождь
Вождём (чифом) клана до недавнего времени являлся Иэн (Ян) Фрэнсис Уоллес — 35-й вождь клана Уоллес. Иэн (Ян) Фрэнсис Уоллес — 35-й вождь клана Уоллес, умер 19 мая 2016 в возрасте 89 лет.

## Монолитность клана Уоллес
В отличие от большинства шотландских кланов, клан Уоллес не имеет в своём составе септов (Septs). Такова была воля ныне покойного чифа Иэна Фрэнсиса Уоллеса. При этом, однако, клановая фамилия имеет множество транскрипций (spelling) и вариаций. Таковы:  
- Walla, Wallais, Wallace, Wallice, Wallang, Wallass, Wallayis, Wallays, Walleis, Wallensis, Walles, Walleyis, Walleys, Walli, Wallis, Walls, Wallyis, Wallys, Walker, Walois, Walys,
- Waces, Wal’, Walace, Walais, Walans, Walas, Walays, Wale, Waleis, Walency, Walens, Walense, Walensen, Walensi, Walensis, Wales, Waless, Waleys, Waleyss,
- Valance, Valensis, Valeyns, Vallace, Vallance, Valles, Valleyis, Vallibus[5],
- Uallas[6],
- Gadhel, Galeis, Galeius, Gales, Galeys, Galleius, Grieve, Galleius, Galles, Galles, Gallia, Gallois, Gaul, Gweddol.